# Meliosma frondosa
Meliosma frondosa är en tvåhjärtbladig växtart som beskrevs av José Cuatrecasas och Idrobo. Meliosma frondosa ingår i släktet Meliosma och familjen Sabiaceae. Inga underarter finns listade.